# Kelly Ripa
Kelly Maria Ripa, född 2 oktober 1970 i Berlin, Camden County, New Jersey, är en amerikansk skådespelerska, dansare, programledare i TV och TV-producent.
Ripa är mest känd för talkshowen Live with Kelly and Mark tillsammans med Mark Consuelos som går vardagsmorgnar i amerikansk TV. Ripa har också haft en huvudroll i komediserien Hope & Faith tillsammans med Faith Ford som visades på TV4 Komedi. Hon har vunnit det prestigefyllda TV-priset "American Daytime Award" för sitt skådespeleri. Ripa har tidigare varit med i såpan All My Children. I övrigt har Kelly under åren mest medverkat i olika TV-produktioner med enstaka framträdanden. 
Under 1995 träffade hon Mark Consuelos, sin motspelare i All My Children. De två gifte sig den 1 maj 1996. Paret har tre barn.

## Filmografi (urval)
- 1990–2002 – All My Children (TV-serie)
- 1996 – Marvins döttrar
- 1999 – The Stand-In
- 2001 – Someone to Love (TV-film)
- 2001 – Live with Regis and Kelly (TV-serie)
- 2003–2006 – Hope & Faith (TV-serie)
- 2014 – Sharknado 2: The Second One (cameoroll)